# Eucalyptus verrucata
Eucalyptus verrucata är en myrtenväxtart som beskrevs av Pauline Y. Ladiges och Alma Joslyn Whiffen. Eucalyptus verrucata ingår i släktet Eucalyptus och familjen myrtenväxter. Inga underarter finns listade i Catalogue of Life.